# Dichelopa
Dichelopa är ett släkte av fjärilar. Dichelopa ingår i familjen vecklare.

## Dottertaxa tillDichelopa, i alfabetisk ordning[1]
- Dichelopa achranta
- Dichelopa amorpha
- Dichelopa anthracodelta
- Dichelopa aporrhegma
- Dichelopa argema
- Dichelopa argoschista
- Dichelopa argosphena
- Dichelopa argyrospiloides
- Dichelopa canitia
- Dichelopa castanopis
- Dichelopa ceramocausta
- Dichelopa chionogramma
- Dichelopa choleranthes
- Dichelopa cirrhodoris
- Dichelopa deltozancla
- Dichelopa dendrophila
- Dichelopa dichroa
- Dichelopa dorsata
- Dichelopa dryomorpha
- Dichelopa exulcerata
- Dichelopa flexura
- Dichelopa fulvistrigata
- Dichelopa gnoma
- Dichelopa hadrotes
- Dichelopa harmodes
- Dichelopa heterozyga
- Dichelopa honoranda
- Dichelopa iochorda
- Dichelopa loricata
- Dichelopa lupicinia
- Dichelopa meligma
- Dichelopa messalina
- Dichelopa molybdospora
- Dichelopa myopori
- Dichelopa ochroma
- Dichelopa orthiostyla
- Dichelopa pachydmeta
- Dichelopa panoplana
- Dichelopa paragnoma
- Dichelopa peropaca
- Dichelopa phalaranthes
- Dichelopa platyxantha
- Dichelopa porphyrophanes
- Dichelopa praestrigata
- Dichelopa pulcheria
- Dichelopa pyrsogramma
- Dichelopa rhodographa
- Dichelopa sabulosa
- Dichelopa sericopis
- Dichelopa tarsodes
- Dichelopa vaccinii
- Dichelopa zona